# Ismail
Ismail I Samanida, także jako Isma’il Ibn Ahmad (ur. w IX wieku, zm. 907) – perski (tadżycki) władca z dynastii Samanidów, młodszy brat Nasra I.

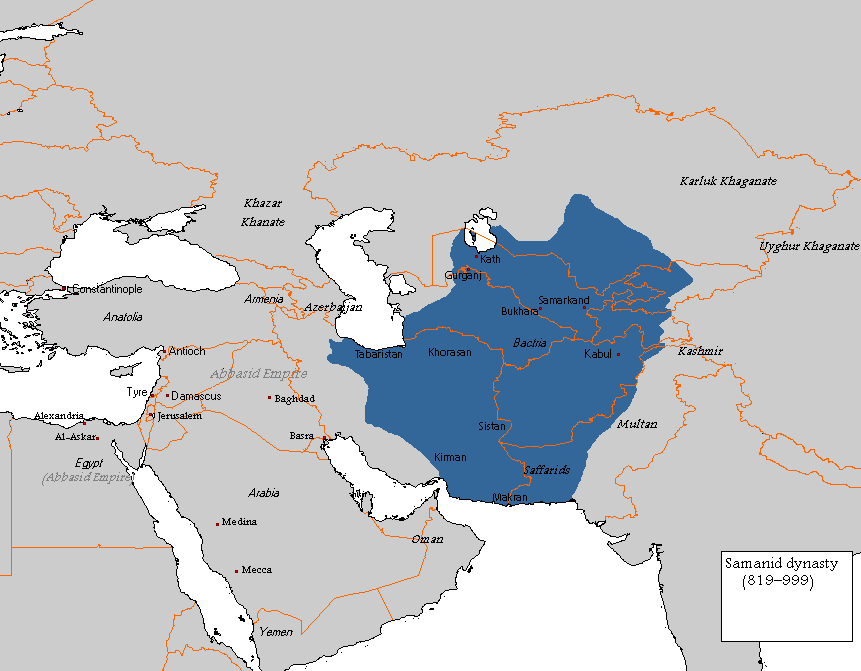
Imperium Samanidów w czasach Ismaila I

W 874, wykorzystując zamieszki w Bucharze przyłączył to miasto do państwa Samanidów, panując w nim odtąd jako udzielny książę. Od 892, po śmierci brata, sprawował władzę w całym państwie, w którym rangę stolicy otrzymała Buchara. W 900 odparł zwycięsko pod Balchem najazd Saffarydów ze wschodniego Iranu, włączając następnie ich kraj do swoich posiadłości. W rezultacie jego sukcesów powstało państwo sięgające od południowych wybrzeży Morza Kaspijskiego po Hindukusz i od Syr-darii po środkowo-wschodni Iran. Za jego panowania nastąpił znaczny rozkwit sztuki (np. słynne mauzoleum władcy w Bucharze, które stało się wzorem dla późniejszych budowli muzułmańskich w Indiach), narodziła się także tadżycka świadomość narodowa. Już jednak w chwili śmierci Ismaila w państwie zaczęły się narastać ruchy odśrodkowe. Ismail I Samanida jest współcześnie uważany za jednego z tadżyckich bohaterów narodowych.
Jego imieniem nazwano najwyższy szczyt Tadżykistanu (daw. Pik Komunizmu, najwyższy szczyt ZSRR).